# Vivinho
Welvis Dias Marcelino, ismert becenevén Vivinho (Uberlândia, 1961. március 10. – 2015. szeptember 13.) brazil labdarúgócsatár.

## Pályafutása
Uberlândiában született. 1983-ban kezdett hivatásszerűen játszani, amikor is védő volt a helyi klubban szülővárosában. 26 éves volt, amikor 1986-ban Serie A játékosa, ahol 5 gólt rúgott 1983–1986 között, és megnyerte a Serie B-t 1984-ben. 1986-ban csatlakozott a Vascohoz, ahol 54 mérkőzés alatt 13 gólt szerzett. Mielőtt 1990-ben elhagyta volna a Vascot, megnyerte a Campeonato Carioca-t 1987-ben, 1988-ban, valamint a Serie A-t 1989-ben. 1990-ben csatlakozott a Botafogo, amely a Vasco riválisa volt. Itt 52 meccsen 4 gólt lőtt. 1993-ban egy évadot a Goiás EC keretében töltött. 1994-ben visszatért szülővárosa csapatához, majd 1995-ben a Fortaleza EC védője volt.

## Válogatottság
Három mérkőzést játszott a brazil labdarúgó-válogatott színeiben 1989-ben. Az elsőt 1989. március 15-én Ecuador, a harmadikat Paraguay ellen 1989. április 12-én, utóbbin ő szerezte az egyetlen brazil gólt Brazíliának.

## Halála
Vivinho 2015. szeptember 13-án halt meg, miután elájult otthonában; kórházba szállították, de nem élte túl. A halál okát még nem hozták nyilvánosságra.

## Fordítás
- Ez a szócikk részben vagy egészben  a   Vivinho című angol Wikipédia-szócikk ezen változatának fordításán alapul.  Az eredeti cikk szerkesztőit annak laptörténete sorolja fel. Ez a jelzés csupán a megfogalmazás eredetét és a szerzői jogokat jelzi, nem szolgál a cikkben szereplő információk forrásmegjelöléseként.